# Эль-Гарса

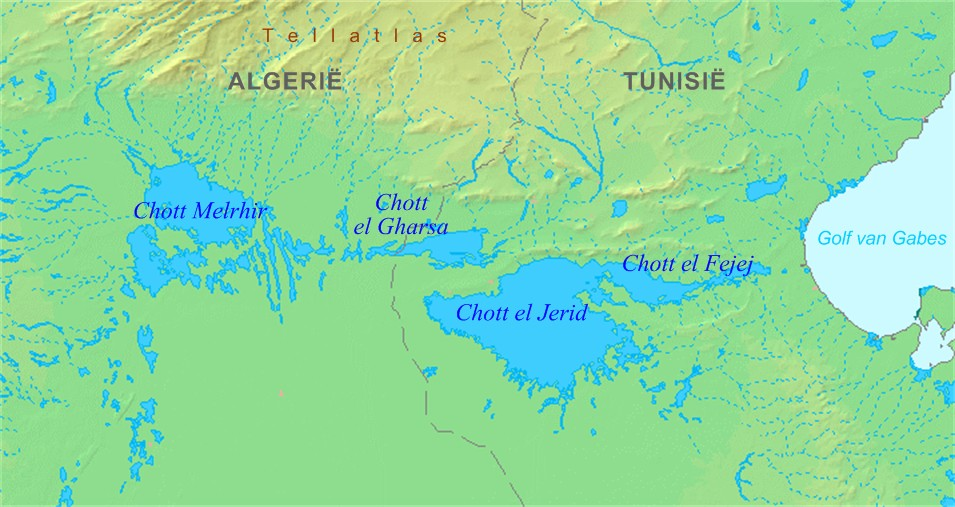

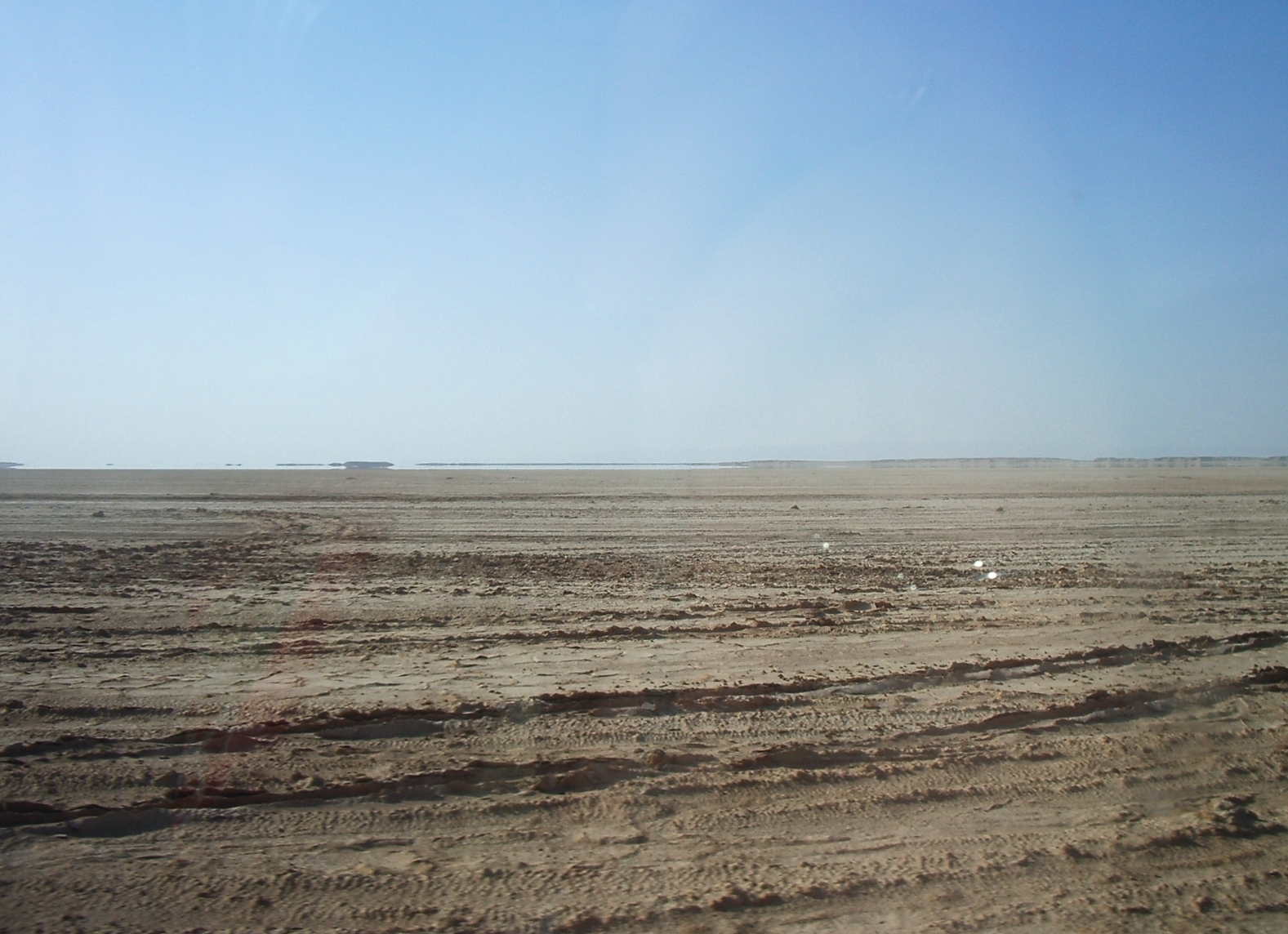
Фата-моргана в шотте

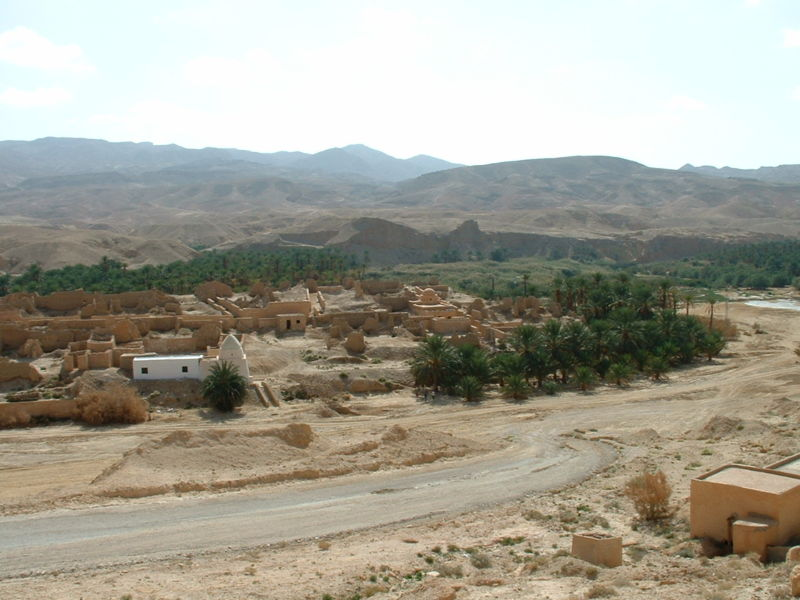
Развалины старой части города Тамерза

Эль-Га́рса, Шотт-эль-Гарса (араб. شط الغرسة‎) — шотт, пересыхающее бессточное соляное озеро, расположенное преимущественно на территории Туниса.
Части шотта имеют свои названия: Шотт Chtihatt Sghatt, Шотт Mejez Sfa и Шотт-эр-Рахим. Является частью системы шоттов, расположенной в низменности с южной стороны гор Атлас. Западнее находится Мельгир (на территории Алжира), юго-восточнее — Эль-Джерид, восточнее — Эль-Феджадж. Основной приток пресной воды даёт вади Эль-Мелах на северо-востоке с подножья гор между городами Метлави и Гафса. Является самой низкой точкой Туниса, на 23 метра ниже уровня моря.
Озеро посещают в рамках массовых туристических экскурсий в Сахару.